# Хворостян, Виктор Васильевич
Ви́ктор Васи́льевич Хворостя́н (1903, Царев, Астраханская губерния — 21 июня 1939, Москва) — сотрудник советских органов государственной безопасности, майор государственной безопасности, народный комиссар внутренних дел Армянской ССР (1937—1939). Входил в состав особой тройки НКВД СССР.

## Биография
В 1918 закончил четырёхклассную городскую школу, а в 1920 — партийные курсы в Царицыне, с 1919 работник сельсовета исполнительного комитета.
С декабря 1919 член ВКП(б), с мая по август 1920 председатель и ответственный секретарь муниципального комитета Комсомола. С августа 1920 по февраль 1921 солдат Красной Армии, член бюро и секретарь эскадронной ячейки 2-й кавалерийской дивизии, затем сотрудник ЧК/ГПУ, с октября 1924 по август 1925 секретарь ячейки РКП(б) Полномочного Представительства ОГПУ на Северном Кавказе, с августа 1925 по январь 1927 — студент Высшей школы пограничников ОГПУ, позже занимал различные должности в ГПУ на Северном Кавказе, а 1930—1937 в Центральной Азии.
С июля 1931 по июль 1934 года начальник Отдела Специального Полномочного Представительства ОГПУ в Казахской ССР, с 10 июля 1934 г. по 17 января 1937 года — начальник Отдела Специального Управления Государственной Безопасности (УГБ) Управления НКВД Казахской АССР
7 апреля 1936 получил звание капитана госбезопасности. С 7 января по 16 марта 1937 — начальник 5-го отдела, затем до 16 июня 1937 3-го отдела УГБ НКВД Казахской ССР, с 16 июня до 27 июля 1937 начальник 6-го отдела УГБ НКВД Белорусской ССР, с 27 июля по 20 октября 1937 начальник отдела автомобильного транспорта НКВД Белорусской железной дороги. С 20 октября 1937 года по 28 февраля 1939 года — народный комиссар внутренних дел Армянской ССР, 9 февраля 1937 получил звание майора государственной безопасности. Этот период отмечен вхождением в состав особой тройки, созданной по приказу НКВД СССР от 30.07.1937 № 00447 и активным участием в сталинских репрессиях.
Депутат Верховного Совета СССР 1-го созыва.
Арестован, умер во время следствия.

## Награды
- Орден Красного Знамени (17 февраля 1934)
- Орден Красной Звезды (19 декабря 1937)
- Знак «Почетный Сотрудник ЧК/ГПУ (V)» (1927)